# Kjersti Toppe
Kjersti Toppe (Bergen, 20 ottobre 1967) è un medico e politica norvegese che rappresenta il Partito di Centro. Dal 2021 è ministro dell'Infanzia e della Famiglia e dal 2009 è deputata al parlamento per la circoscrizione di Hordaland.

## Biografia
È nata il 20 ottobre 1967 a Bergen, figlia del giardiniere e agricoltore Erik Toppe (1926-2014) e dell'insegnante Svanhild Nese (nata nel 1927). Nel 1986 si è diplomata alla scuola di Bergen. Nel 1992 ha conseguito la laurea in medicina presso l'Università di Bergen.
Ha lavorato come medico a Bremanger dal 1996 al 1997 e a Bergen dal 1999 al 2002. Tra il 2003 e il 2009 è stata membro del consiglio comunale di Bergen. Dal 2007 al 2009 è stata anche membro del consiglio della contea di Hordaland. Dal 2003 al 2009 è stata anche la responsabile della sezione di Bergen del Partito di Centro.

## In politica
Toppe è stata la principale candidata del suo partito per Hordaland nelle elezioni del 2009 ed è stata eletta allo Storting a settembre. In parlamento, è stata nominata primo vicepresidente della commissione permanente per i servizi sanitari e assistenziali, posizione che ha ricoperto tra il 2009 e il 2021. Durante la campagna elettorale del 2009, l'assistenza sanitaria è stata il suo problema principale e si è impegnata a lavorare contro la chiusura degli ospedali rurali. Toppe è stata anche portavoce del partito per la politica sanitaria.

### Ministro dell'Infanzia e della Famiglia
Toppe è stata nominata ministro dell'Infanzia e della Famiglia il 14 ottobre 2021 nel gabinetto Støre.
Più di 13 casi contro la Norvegia sono stati intentati dalla Corte europea dei diritti dell'uomo per negligenza e violazione dei diritti umani da parte dei servizi norvegesi nell'assistenza all'infanzia. Il 26 novembre 2021, Toppe osservò che le violazioni dei diritti umani erano gravi e inaccettabili. Pochi giorni più tardi, il 7 dicembre, in un incontro con l'Unione norvegese degli educatori sociali e degli assistenti sociali, Toppe volle dare un'occhiata al turnover e all'incitamento contro gli operatori dei servizi di assistenza all'infanzia. In particolare, ha detto: "Voglio mettere in evidenza il lavoro che fai e lavorare per assicurarmi che tu ti senta al sicuro e bene al lavoro". 
Sulla scia delle rivelazioni di molteplici adozioni illegali di bambini dalla Corea del Sud da parte della Verdens Gang nel 2023, Toppe non ha escluso la possibilità. Nel 2024 sempre Verdens Gang ha scoperto che la Norvegia ha ricevuto almeno 88 notifiche di adozioni illegali di bambini dagli anni '70 a gennaio di quell'anno. Toppe ha riconosciuto che il governo avrebbe dovuto agire prima. Inoltre, almeno 2 delle 88 notifiche le erano state inviate direttamente.

## Vita privata
Si è sposata con Erlend. Hanno sei figli.